# Chlorospingus
Chlorospingus is een geslacht van vogels uit de familie van de  Amerikaanse gorzen. Het geslacht telt 8 soorten.

## Soorten
- Chlorospingus canigularis – Grijskeeltangare
- Chlorospingus flavigularis – Geelborsttangare
- Chlorospingus flavopectus – Briltangare
- Chlorospingus inornatus – Pirritangare
- Chlorospingus parvirostris – Kortsnaveltangare
- Chlorospingus pileatus – Witbrauwtangare
- Chlorospingus semifuscus – Grijsborsttangare
- Chlorospingus tacarcunae – Tacarcunatangare